# Xương dẹt
Xương dẹt (tiếng Anh: Flat bone) là những xương có chức năng chính là bảo vệ hoặc cung cấp các bề mặt rộng cho cơ bắp. Những xương này được mở rộng thành những miếng dẹt rộng, giống như trong xương sọ, xương chậu, xương ức và lồng ngực. Những loại xương dẹt là xương chẩm, xương đính, xương trán, xương mũi, xương tuyến mắt, xương lá mía, xương chậu, xương ức, lồng ngực và xương vai. Trong xương sọ, các lớp mô mỏng thường được biết tới là mặt bàn của hộp sọ. Xương bên ngoài dày và cứng, xương bên trong lại dày và mỏng. Ở người lớn, hầu hết các hồng cầu được tạo nên trong xương dẹt. Xương dẹt thường chắc chắn như xương bả vai, xương sọ, xương chậu và làm nhiệm vụ bảo vệ các nội quan bên trong nó.

## Đặc điểm nhận diện
Xương dẹt là những xương rộng, mỏng với 2 bản xương đặc nằm 2 bên, giữa là mô xương xốp. Trong khám chữa bệnh liên quan đến xương dẹt, người ta có thể dùng X-quang để xác định độ dày của các loại mô xương, qua đó có thể xác định tuổi thọ của con người.

## Hình ảnh minh họa

Xương dẹt trong bộ xươn người. (hiển thị màu đỏ)
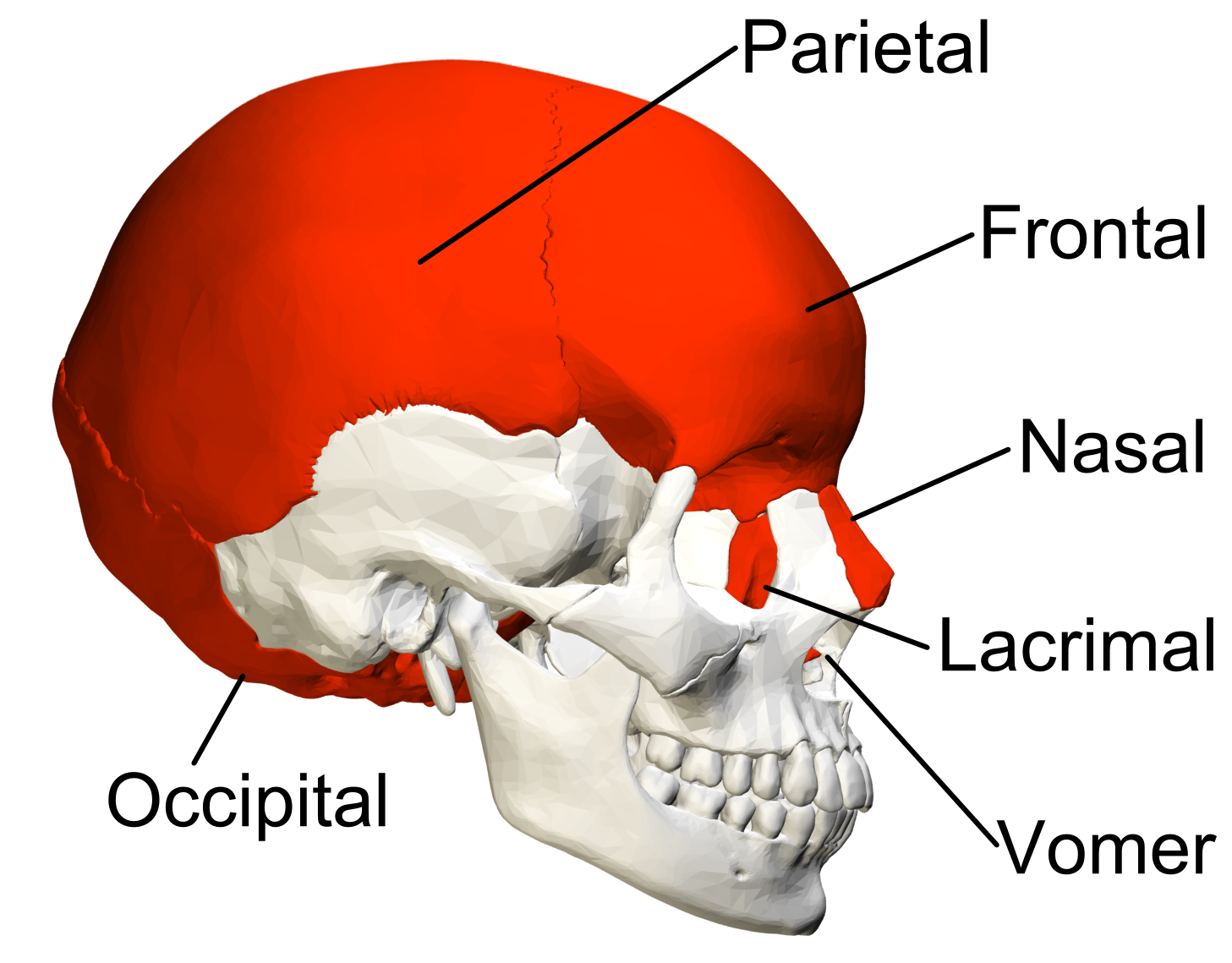
Xương dẹt trong sọ người. (hiển thị màu đỏ)
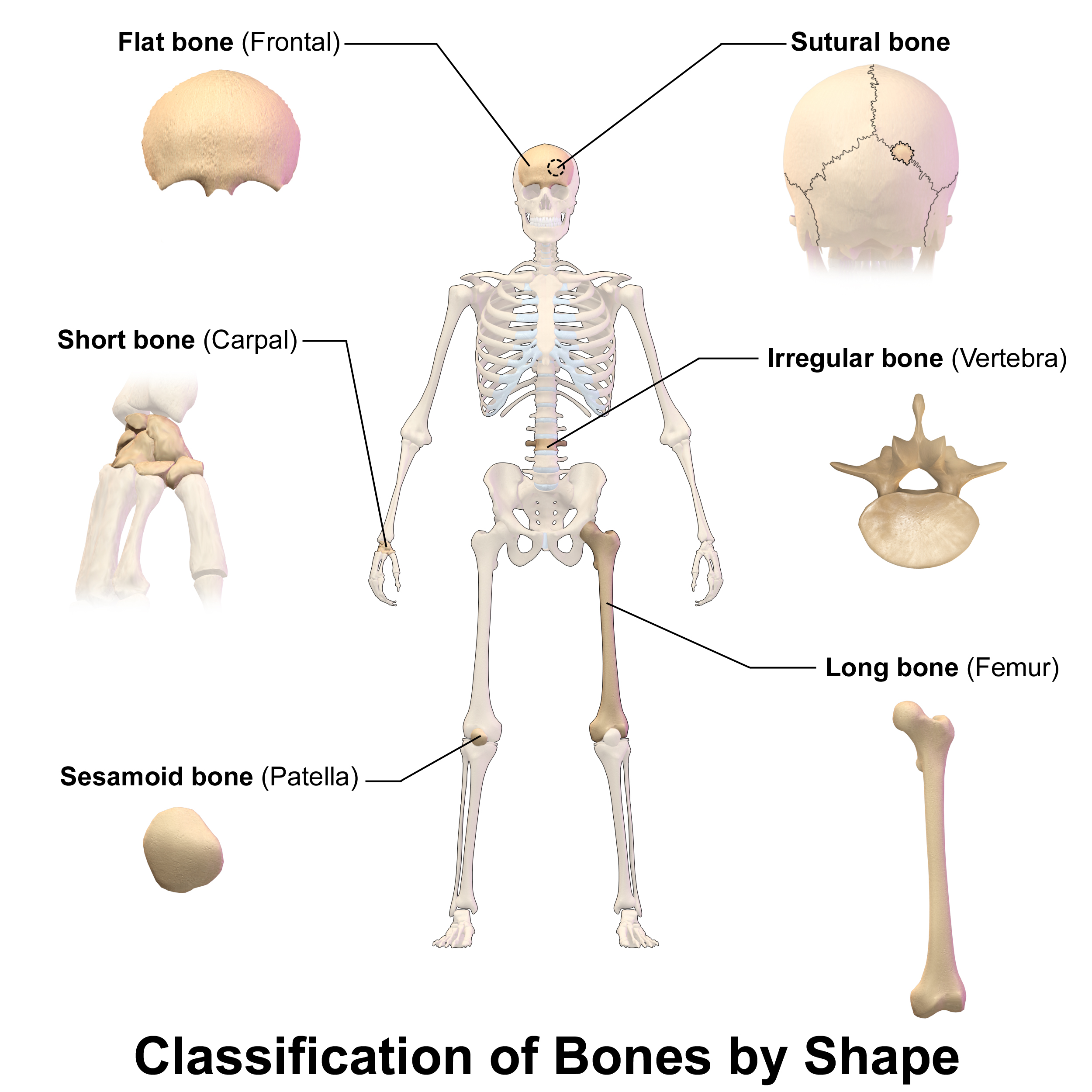
Phân loại xương theo hình dạng